# Fahne und Wappen des Kantons und der Stadt Genf

Fahne des Kantons Genf
Wappen des Kantons Genf
Fahne der Stadt Genf
Wappen der Stadt Genf

Das grosse Genfer Wappen mit Schmuckbild und Wahlspruch

Logo des Kantons Genf mit Schmuckbild und Wahlspruch

Die Fahne und das Wappen des Kantons und der Stadt Genf zeigen in der linken (heraldisch rechten) Hälfte auf gelben Hintergrund einen halben schwarzen Adler mit, in rot, Krone, Schnabel, Zunge und Klauen, und in der rechten (heraldisch linken) Hälfte einen gelben Schlüssel auf roten Hintergrund.
Über dem Schild erscheint als Schmuckbild eine gelbe, aufgehende, mit Strahlen versehene Sonne, mit dem Monogramm IHΣ und einem flachen Omega in der Sonne.
Die Devise ist «Post tenebras lux» (deutsch «Nach der Finsternis das Licht»). Sie ist meist unter dem Schild platziert.
Die Fahne und das Wappen der Stadt Genf sind identisch denen der Republik und Kantons Genf (bis 1842 gab es politisch keinen Unterschied zwischen diesen beiden Einheiten).

## Blasonierung
Die Blasonierung des Wappens lautet:
«Gespalten, vorn in Gold ein rot gekrönter, gezungter und bewehrter schwarzer halber Adler am Spalt; hinten in Rot ein goldener Schlüssel mit Vierpassreite und mit geraden Taukreuzeinschnitt im linksgewendeten Bart.»
Auf dem Schild eine halbe goldene Sonne mit geraden und geflammten Strahlen im Wechsel und im Gesicht die Buchstaben in Gold «IHΣ». Über den Schild ein goldenes Band mit den Worten in schwarzen Majuskeln «POST TENEBRAS LUX».
Die offizielle Blasonierung auf Französisch lautet:
« Ecu : Parti, au 1 d’or, à la demi-aigle éployée de sable, mouvant du trait du parti, couronnée, becquée, languée, membrée et armée de gueules; au deuxième de gueules, à la clef d’or en pal, contournée. Cimier : soleil d’or, figuré naissant, portant en coeur le trigramme de sable ΙΗΣ. »

## Bedeutung und Geschichte

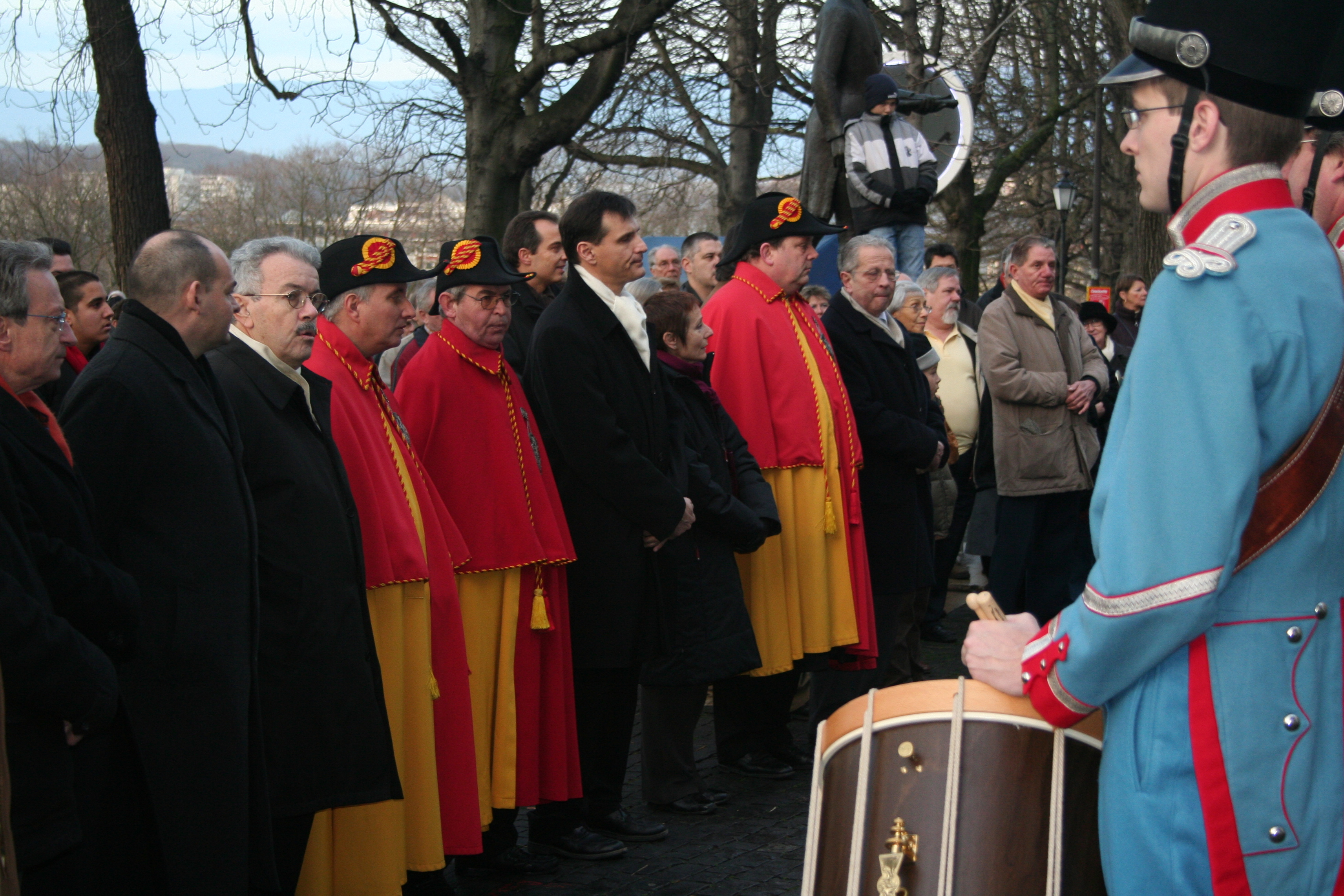
Genfer Behörden mit Staatsweibel in rot-gelben Farben

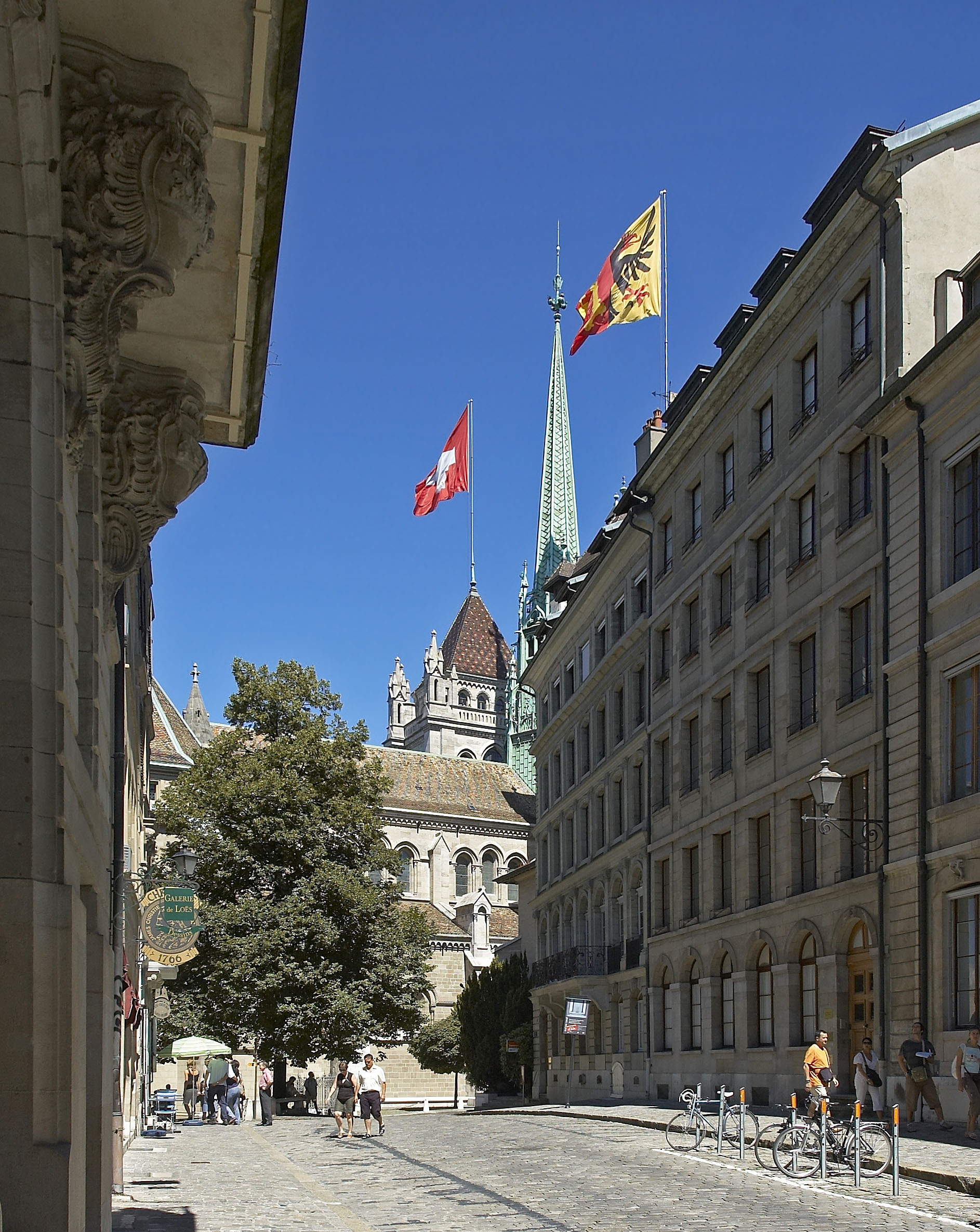
Genfer und Schweizer Fahnen auf der Genfer Kathedrale

Die Fahne sowie das Wappen vereinen die Symbole des Heiligen Römischen Reichs (der Reichsadler) und des Fürstbischofs (der Petrusschlüssel aus dem Wappen des Domkapitels von St. Peter). Genf war seit dem 11. Jahrhundert Teil des Heiligen Römischen Reichs und wurde als reichsunmittelbare Stadt vom Bischof von Genf regiert. Dieser hat nach und nach den Genfer Bürgern verschiedene Freiheiten gewährt.
Das «Adler und Schlüssel»-Motiv stammt aus dem 15. Jahrhundert. Die Sonne mit dem Monogramm IHΣ wurde dem Wappen im 16. Jahrhundert beigefügt. Damals wurde eine runde Sonne gezeigt. Erst seit dem 19. Jahrhundert ist der Schild mit einer halben Sonne gekrönt.
Im 15. Jahrhundert gab es bereits die Devise «Post tenebras spero lucem» (deutsch «Nach der Finsternis erhoffe ich das Licht»). Diese ist ein Bibelzitat aus der Vulgata (Ijob 17,12 ), das «Nach der Not hoffe ich auf bessere Zeiten» bedeuten kann. Die jetzige kürzere Devise – «Post tenebras lux» – stammt aus der Mitte des 16. Jahrhunderts, also kurz nach der Reformation in Genf im Jahr 1536. Sie wird meist gedeutet als: «nach der Finsternis des Katholizismus, die neue Erkenntnis (dank der Reformation)».
Die alten Genfer Farben, die für Herolde und sonstige Ausschmückungen verwendet wurden, waren grau und schwarz. Im 17. Jahrhundert waren die Farben dann schwarz und violett, und seit dem 18. Jahrhundert sind sie wie die Fahne gelb und rot.